# Firuz Shah Tughlaq
Fīrūz Shāh Ṭughlāq (1309 – 20 settembre 1388) è stato un sultano indiano musulmano di Delhi.
Fīrūz Shāh Ṭughlāq apparteneva alla dinastia Ṭughlāq e dal 1351 fino al 1388 fu Sultano di Delhi. Il padre, Sipah Sālār Rajab, era uno dei fratelli del Sultano Ghiyāth al-Dīn, fondatore della dinastia; la madre, Bībī Nayla, era una principessa indù, figlia del Raja di Dipalpur.

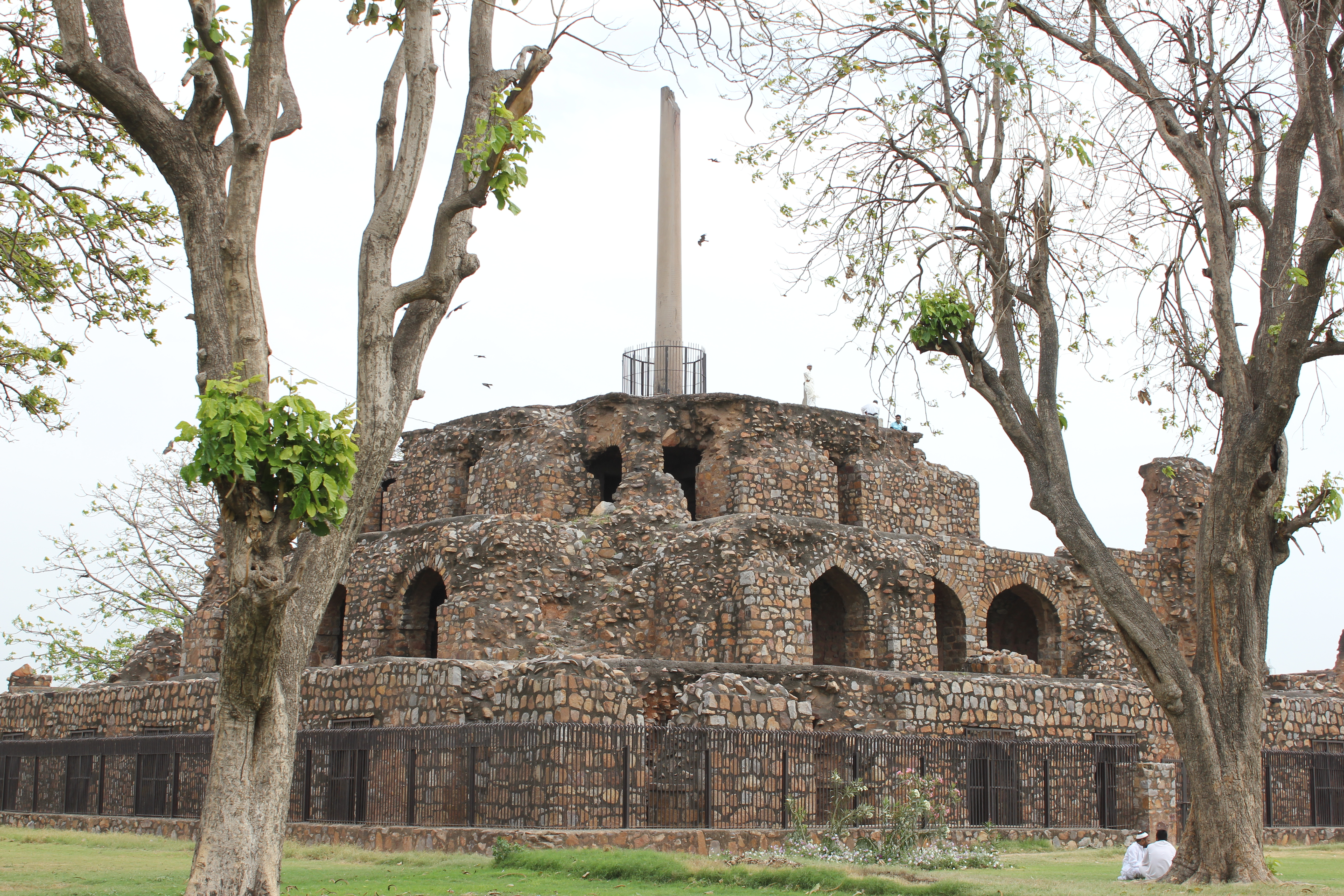
Piramidali ed edificio multipiano in Firuz Shah Kotla con un pilastro di Ashoka.

## Biografia

### Gioventù
Fīrūz era il figlio unico di sua madre e aveva due fratellastri: Malik Nabīb e Quṭb al-Dīn. All'età di sette anni perse il padre. Lo zio, Ghiyāth al-Dīn, subentrò come educatore, cosicché tra i due si sviluppò un rapporto paterno. All'età di dodici anni vide Ghiyāth al-Dīn detronizzato. In questi quattro anni e mezzo Fīrūz fu introdotto dallo zio nell'attività di governo.
All'età di 17 anni Fīrūz giunse a Delhi alla corte del cugino, il Sultano Muḥammad ibn Ṭughlāq, del quale divenne il pupillo. Secondo la volontà del Sultano, Fīrūz avrebbe dovuto subentrargli sul trono alla sua morte.
Quando il sultano di Delhi suddivise il suo regno in quattro regioni amministrative, ne assegnò una al cugino, in modo che Fīrūz potesse fare una propria esperienza. Pare che il giovane signore abbia intrattenuto con il popolo da lui amministrato buoni rapporti, cosa che gli procurò un buon giudizio sulla sua attività governativa. Tuttavia vi sono scarse fonti primarie, che indichino questa amabilità di Fīrūz.

### Signoria
Dopo la morte di Muḥammad ibn Ṭughlāq e quella di suo figlio Maḥmūd ibn Muḥammad, nel 1351 Fīrūz gli subentrò all'età di 43 anni come sultano di Delhi. Il diritto al trono di Fīrūz tuttavia fu contestato dalla sorella del sultano Muḥammad, Khudāvand-zādah Malik. Con l'appoggio del marito Khusrau Malik, i due cercarono di uccidere il nuovo Sultano, ma l'attentato fallì grazie al loro figlio Davar Malik, che, per lealtà a Fīrūz, rivelò allo zio il piano dei suoi genitori, salvandogli così la vita.
Nel suo periodo di governo, Fīrūz Shāh varò molte riforme, che promossero il miglioramento dell'economia nel suo paese. Fu il primo regnante che si rivolse al popolo, preoccupandosi di migliorarne la qualità di vita e di ottenere la sua fiducia. Soppresse la proprietà terriera e introdusse la misura punitiva della confisca. 

Il sultano si avvalse della benevolenza dei dignitari e dei giuristi di a corte per attuare le sue idee. Introdusse così nel paese un sistema di imposte, tra cui quella coranica della Zakāt, il cui introito era il 2,5% del valore della proprietà di ogni musulmano nel paese e veniva calcolata in oro.
Di padre musulmano e di madre induista, fu molto tollerante in materia di religione.

## Opere

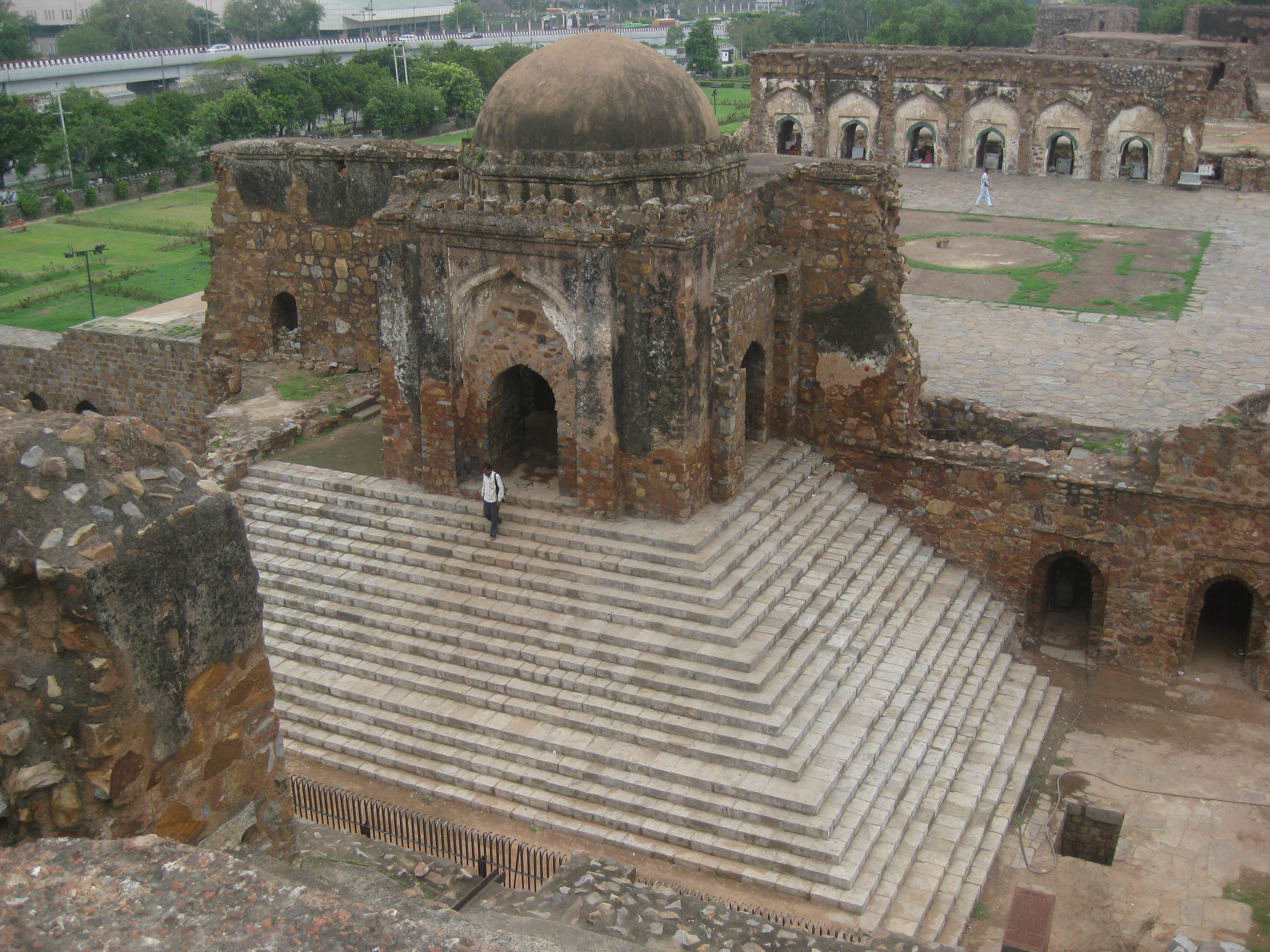
Rovine della "Moschea del venerdì" di Firozabad (Firuz Shah Kotla)

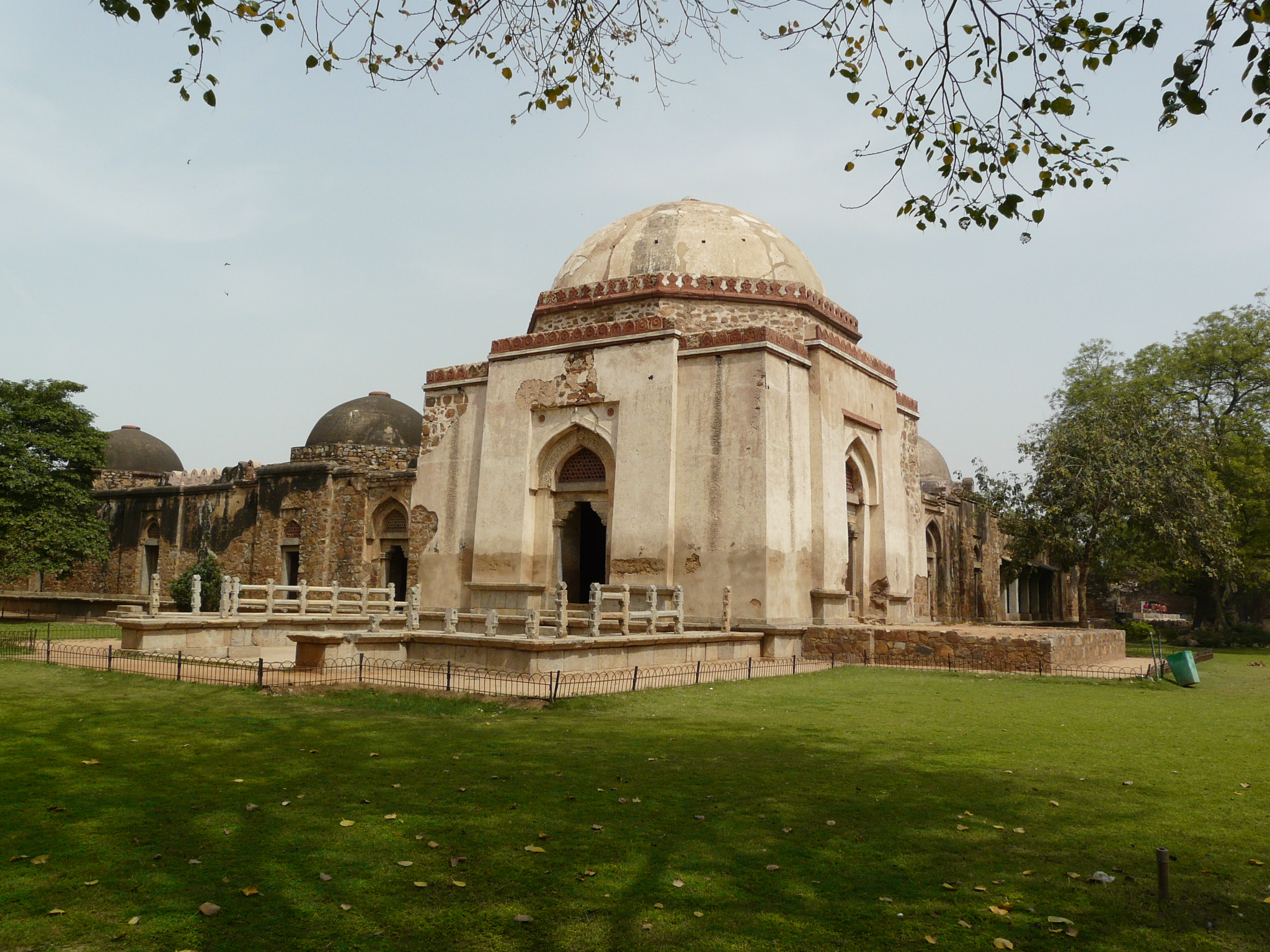
Mausoleo di Fīrūz Shāh Ṭughlāq a Delhi

Già nel 1354 Fīrūz Shāh prese la decisione di fondare la città di Fīrūzābād (oggi Firuz Shah Kotla) come sua capitale. La città, che si trovava circa 2 km a sud dell'antica Delhi, divenne nota per la sua architettura.
Durante il periodo del suo governo Fīrūz Shāh fece erigere moschee in diverse parti del paese. Esse venivano costruite seguendo sempre il medesimo schema e, a parte piccole differenze, avevano tutte il medesimo aspetto: tutte avevano ampi ingressi e alti tetti ed erano simboli di forza e potenza. In una delle sue più grosse moschee a Delhi Firuz Shah fece porre uno dei pilastri del re Ashoka, vissuto oltre un millennio prima, che egli aveva trovato durante una sua spedizione di guerra nel 1366 a Topra (oggi Topra Kalan, nel distretto di Ambala, Haryana). Un'altra la fece portare da Meerut. Il sultano sapeva tuttavia poco di Ashoka e sia il contenuto sia il significato delle scritte rimasero a lui sconosciuti.
Inoltre di lui si dice che abbia fatto erigere 50 dighe, 20 palazzi, 100  caravanserragli, 100 ospedali, 100 bagni, ecc. Il canale occidentale Yamuna risale al suo periodo.
Il mausoleo Fīrūz Shāh Ṭughluq si trova a sud di Delhi. Non è chiaro se egli se ne sia occupato direttamente.

## Importanza
Sebbene il Sultano Fīrūz Shāh fosse un amante delle arti (egli stesso scriveva poesie, si occupava di sanscrito, letteratura e arte e fece tradurre molte opere di letteratura indiana in persiano), visse a quanto pare seguendo il motto: «Se vuoi la pace, prepara la guerra». Gli scienziati sono concordi sul fatto che egli abbia condotto parecchie guerre durante il suo regno: due in Bengala, una in Jajnagar (oggi Orissa), una a Nagarkot, due a Thatta (Sindh). La seconda guerra a Thatta durò più di tredici anni. Fīrūz Shāh fu l'ultimo potente Sultano di Delhi della dinastia Ṭughlāq; i suoi tre figli morirono o si ribellarono a lui. Dieci anni dopo la sua morte, e circa 80 dal suo inizio, la dinastia si estinse.